# Гливицкий канал
Гливи́цкий кана́л (пол. Kanał Gliwicki) — судоходный канал в Силезском, Опольском воеводствах Польши, связывает Верхнесилезский угольный бассейн с системой реки Одры впадающей в бассейн Балтийского моря. Пролегает между городами Гливице и Кендзежин-Козле. Частично включает реку Клодница.
Длина 40,6 км, глубина 3,5 м. Имеет 6 двухкамерных шлюзов.

## История
Строительство канала началось в 1935 году, завершён к 1939. Торжественное открытие канала состоялось 8 декабря 1939 года и окончательно введён в эксплуатацию в 1941 году. Гливицкий канал заменил уже устаревший Клодницкий канал прорытый в XIX веке просуществовавший до 1937 года. В разное время гливицкий канал носил разные названия такие как: Верхнесилезский канал, или, в период немецкой оккупации Польши — канал Адольфа Гитлера.
Это был последний канал, построенный в Польше в межвоенное время.